# Pyrausta sartoralis
Pyrausta sartoralis is een vlinder van de familie van de grasmotten (Crambidae). De wetenschappelijke naam van deze soort is voor het eerst voorgesteld door William Barnes en James Halliday McDunnough in een publicatie uit 1914. De spanwijdte bedraagt 17 millimeter.
De soort komt voor in Californië.